# Dursley-Pedersen
Dursley-Pedersen Cycle Company war ein britischer Hersteller von Cyclecars, der 1912 in Dursley (Gloucestershire) ansässig war.
Der Wagen wurde von einem luftgekühlten Vierzylinder-Reihenmotor mit 7 bhp (5,1 kW) angetrieben. Die Fahrzeuge verfügten über Kardanantrieb und die Getriebe über drei Gänge. Das Gewicht betrug nur 203 kg.